# 알레프 (음악 그룹)
알레프(ALEPH)는 대한민국의 음악 그룹이다. 2017년 싱글 앨범 [Fall in Love Again]으로 데뷔했다.

## 공연
- 떠인신 (떠오르는 인디 신인들) (2017)
- 먼데이프로젝트 시즌2 12월 [알레프 연말 단독콘서트 "도시단편2"] (2019)